# Tabuchi Ryuji
Ryuji Tabuchi (sinh ngày 16 tháng 2 năm 1973) là một cầu thủ bóng đá người Nhật Bản.

## Sự nghiệp câu lạc bộ
Ryuji Tabuchi đã từng chơi cho Otsuka Pharmaceutical, Consadole Sapporo và Vissel Kobe.